# Études d'ingénieurs au Maroc
Les études supérieures scientifiques au Maroc se caractérisent par la particularité de disposer, en plus des universités, d'écoles d'ingénieurs. Celles-ci se distinguent notamment par une sélection à l'entrée et un effectif réduit. Les études durent cinq ans au total (dont deux ans de cycle préparatoire) et débouchent sur un diplôme d’Ingénieur d'État.

## Les écoles d'ingénieurs

### Écoles d'ingénieurs post-bac (cycle préparatoire intégré)
Cette catégorie regroupe les grandes écoles disposant d'un cycle préparatoire intégré
| École                                                            | Sigle | Date de création | Ville                       | Particularité                               |
| ---------------------------------------------------------------- | ----- | ---------------- | --------------------------- | ------------------------------------------- |
| Ecole nationale supérieure de chimie                             | ENSC  | 2019             | Kénitra                     | Génie chimique                              |
| Institut international des sciences appliquées Euro-Méditerranée | INSA  | 2015             | Fès                         | Polyvalente                                 |
| Institut supérieur des métiers de l'audiovisuel et du cinéma     | ISMAC | 2013             | Rabat                       | Études audiovisuelles et cinématographiques |
| Écoles nationales des sciences appliquées                        | ENSA  | 1998             | (11 villes)                 | Sciences appliquées                         |
| École nationale supérieure d'arts et métiers                     | ENSAM | 1997             | Meknès, Rabat et Casablanca | Polyvalente                                 |
| École nationale forestière d'ingénieurs                          | ENFI  | 1968             | Salé                        | Ingénieur forestier                         |
| Institut agronomique et vétérinaire Hassan II                    | IAV   | 1966             | Rabat                       | Agronomie, topographie                      |
| École d'ingénieurs généralistes - La Rochelle - Casablanca       | EIGSI | 1901             | Casablanca                  | Généraliste                                 |
| École nationale d'agriculture de Meknès                          | ENAM  | 1942             | Meknès                      | Métiers agricoles polyvalents               |

### Écoles d'ingénieurs post-prépas (voie CNC)
Cette catégorie regroupe les 12 grandes écoles, et le réseau ENSA, le réseau FST participant au Concours national commun (CNC), organisé chaque année par la Direction de la formation des cadres (DFC) et présidé -à tour de rôle- par une de ces écoles :
| École                                                                  | Sigle  | Date de création | Effectif (CNC 2009) | Ville              | Particularité                                                              |
| ---------------------------------------------------------------------- | ------ | ---------------- | ------------------- | ------------------ | -------------------------------------------------------------------------- |
| Académie internationale Mohammed VI de l'aviation civile               | AIAC   | 2000             | 112                 | Casablanca         | Polyvalente et Métiers de l'aviation                                       |
| École Hassania des travaux publics                                     | EHTP   | 1971             | 357                 | Casablanca         | Polyvalente                                                                |
| École Mohammadia d'ingénieurs                                          | EMI    | 1959             | 502                 | Rabat              | Polyvalente                                                                |
| École nationale d'industrie minérale                                   | ENIM   | 1972             | 262                 | Rabat              | Polyvalente                                                                |
| Écoles nationales des sciences appliquées                              | ENSA   | 1998             | 440                 | (11 villes)        | Polyvalente                                                                |
| École nationale supérieure d'arts et métiers                           | ENSAM  | 1997             | 40                  | Meknès, Casablanca | Polyvalente                                                                |
| École nationale supérieure d'électricité et de mécanique de Casablanca | ENSEM  | 1986             | 217                 | Casablanca         | Ingénieurs électro-mécaniciens, Génie informatique ..                      |
| École nationale supérieure d'informatique et d'analyse des systèmes    | ENSIAS | 1992             | 222                 | Rabat              | Métiers de l'informatique                                                  |
| École supérieure des industries du textile et de l'habillement         | ESITH  | 1996             | 137                 | Casablanca         | Génie industriel                                                           |
| Institut agronomique et vétérinaire Hassan II                          | IAV    | 1966             | 43                  | Rabat              | Agronomie, topographie                                                     |
| Institut national des postes et télécommunications                     | INPT   | 1961             | 212                 | Rabat              | Métiers des télécoms et des technologies d'information et de communication |
| Institut national de statistique et d'économie appliquée               | INSEA  | 1961             | 204                 | Rabat              | Métiers de l'informatique, de l'économie, statistique et finance,          |
| Cycle Ingénieur des facultés des sciences et techniques                | FST    | 2007             | 422                 | (5 villes)         | Polyvalente                                                                |
| École des sciences de l'information                                    | ESI    | 2012             | 82                  | Rabat              | sciences de l'information                                                  |
| Ecole Normale Supérieure de l'Enseignement Technique                   | ENSET  | 2012             |                     | Mohammedia, Rabat  | Polyvalente                                                                |
| École Supérieure des Sciences et Technologies de l'Ingénierie          | ESSTI  | 2013             | 300                 | Rabat              | Polyvalente                                                                |
| École Centrale Casablanca                                              | ECC    | 2015             | 20                  | Casablanca         | Généraliste                                                                |

L'ENSC, ENSAM, ESI, les ENSA et les FST font partie des établissements accessibles par voie du CNC depuis la rentrée universitaire 2011.

## Facultés des sciences et techniques
Dans le cadre de la réforme pédagogique, les Facultés des sciences et techniques ont adopté l'architecture du système LMD : Licence / Master / Doctorat, elles  préparent aussi et délivrent le diplôme d'ingénieur d'État en plusieurs options. Certaines filières Sont encore sous réserve d'accréditation . Un Nouveau Cycle ingénieur est créé dans les établissements ENSET (École Normale Supérieur de L'Enseignement Technique) . Le Maroc continue à donner beaucoup d'importance à la formation d'ingénieurs et compte aboutir à délivrer 15000 diplômes d'ingénieurs d'état d'ici 2020